# یوسف محمدعلی‌اف
یوسف محمدعلی‌اف (ترکی آذربایجانی: Yusif Heydər oğlu Məmmədəliyev; ۳۱ دسامبر ۱۹۰۵ – ۱۵ دسامبر ۱۹۶۱) یک شیمیدان آذربایجانی بود. وی دکترای شیمی، عضو آکادمی ملی علوم آذربایجان شوروی و رئیس این آکادمی بود.

## زندگی‌نامه
یوسف محمدعلی‌اف ۳۱ دسامبر سال ۱۹۰۵ در شهرستان اردوباد نخجوان در امپراتوری روسیه زاده شد. در سال ۱۹۲۳ وارد دانشکده تربیت مدرس باکو شد. پس از آنکه در سال ۱۹۲۶ فارغ‌التحصیل شد، شروع به تدریس در یک مدرسه متوسطه به مدت سه سال کرد. در سال ۱۹۲۹ بود که یکسره در دوره دوم رشته شیمی دانشگاه دولتی مسکو پذیرفته و در سال ۱۹۳۲ دانش‌آموخته شد. او دانشجوی نیکولای زلینسکی و «آلکسی بالدین» و یکی از اولین متخصصان آزمایشگاه شیمی آلی در کرسی شیمی آلی دانشکده شیمی بود. پس از تکمیل تحصیلات خود در این دانشگاه، در کارخانه شیمی شماره ۱ کار کرد و بعداً به آذربایجان منتفل شده و آنجا ابتدا ریاست کرسی شیمی آلی در کالج کشاورزی آذربایجان را بر عهده گرفت. بعداً بین سالهای ۱۹۳۳ الی ۱۹۴۵ در مؤسسه تحقیقات نفت آذربایجان مشغول به کار و بعد از مدتی در آنجا مدیر آزمایشگاه شد. آنجا به استعداد فوق‌العاده این دانشمند جوان پی بردند. فعالیت‌های وی روی مشکلات علمی پتروشیمی و تجزیه و تحلیل ارگانیک تمرکز یافته و ارتباط تنگاتنگی با توسعه صنعت داخلی تصفیه نفت و پتروشیمی داشت. برخی از یافته‌های وی به عنوان مبانی برای فرایندهای جدید صنعتی به حساب می‌آمد.
از سال ۱۹۳۴ به بعد، به‌طور کلی به تدریس در دانشگاه دولتی آذربایجان متوسل شده و به ترتیب به عنوان دانشیار، استاد و رئیس یکی از کرسی‌ها اشتغال یافت تا اینکه به ریاست این دانشگاه (۱۹۵۴ تا ۱۹۵۸) رسید. در سال ۱۹۳۳، به وی امتیاز نامزدی شیمی بدون دفاع از پایان‌نامه اعطاء شد. علاوه بر اینکه در سال‌های ۱۹۴۲ و ۱۹۴۳ به ترتیب دکترای شیمی و پروفسور شد، در سال ۱۹۴۵ به عضویت حضوری آکادمی ملی علوم آذربایجان شوروی درآمد؛ درست در سالی که این آکادمی تأسیس شد. سپس، سکان هدایت آکادمی دولتی نفت آذربایجان شوروی را در دست خود گرفت. در سال ۱۹۴۶ بود که در وزارت صنایع نفت شوروی استخدام شد و بعد از مدتی ریاست شورای علمی- فنی این وزارتخانه را به عهده گرفت. بین سال‌های ۱۹۵۱ تا ۱۹۵۴ به عنوان دانشمند و دبیر قسمت‌های فیزیک، شیمی و نفت آکادمی ملی علوم آذربایجان شوروی کار کرد. از سال ۱۹۵۴ الی ۱۹۵۸ مسئولیت ریاست دانشگاه دولتی آذربایجان را بر عهده داشت.
در دوره‌های ۱۹۴۷–۱۹۵۱ و ۱۹۵۸–۱۹۶۱ به ریاست آکادمی ملی علوم برگزیده شد. به ابتکار وی، دانشکده روندهای پتروشیمی در باکو تأسیس شد. در سال ۱۹۵۸، به عضویت حضوری آکادمی ملی علوم آذربایجان شوروی درآمد. از او در ازای فعالیت‌های مفید علمی اش با اهدای جوایز دولتی متعددی تقدیر به عمل آمده بود. در جریان جنگ جهانی دوم، به یوسف محمدعلی‌اف در پاس تأمین جبهه مقدم با فراورده‌های مهم پتروشیمی نشان لنین، بزرگ‌ترین نشان شوروی در آن روزگار، اعطاء شد.
یوسف محمدعلی‌اف ۱۵ دسامبر ۱۹۶۱ در سن ۵۵ سالگی در باکو درگذشت.

## نشان‌ها
- نشان لنین
- نشان پرچم سرخ کار
- نشان شهرت